# 耶律挞不也 (胡独堇)
耶律挞不也（1036年—1093年），字胡独堇。辽国（契丹）将领。耶律仁先之子。
耶律挞不也补祗候郎君。辽道宗清宁二年（1056年），为永兴宫使。清宁九年（1063年），以宿卫官随父耶律仁先等镇压耶律重元之乱，因为功劳遥授忠正军节度使，赐定乱功臣的称号，遥授忠正军节度使，同知殿前点检司事，加上将军。之后历任高阳、临海军节度使，左皮室详稳。大康六年（1080年），耶律挞不也为西北路招讨使，率诸部酋长入朝，加兼侍中。因为他姑息迁就，诸部跋扈，边防不整。改任西南面招讨使。大安九年（1093年），再为西北路招讨使，奉诏领兵攻打阻卜（鞑靼）酋长磨古斯。磨古斯击败耶律何魯掃古。磨古斯诈降，既而乘虚偷袭，激战于镇州西南沙碛，耶律挞不也兵败被杀。追赠兼侍中，谥号贞悯。